# Kraljevo
Pour les articles homonymes, voir Kraljevo (homonymie).
Kraljevo (en serbe cyrillique : Краљево) est une ville de Serbie située dans le district de Raška (Rascie). Au recensement de 2011, la ville intra muros comptait 63 030 habitants et le territoire métropolitain dont elle est le centre, appelé ville de Kraljevo (Град Краљево et Grad Kraljevo), 124 554.
Kraljevo est le centre administratif du district de Raška. Dans les environs se trouvent le monastère de Studenica, inscrit en 1986 sur la liste du patrimoine mondial de l'UNESCO, et la forteresse médiévale de Maglič.

## Nom et blason
Au cours de l’histoire, la ville de Kraljevo s’est appelée Rudo Polje, Karanovac et Rankovićevo. Son nom actuel, qui signifie « la ville du roi », lui vient du roi Milan Ier et lui a été attribué en 1882. Le blason de la ville est orné de sept couronnes symbolisant les sept couronnements de rois serbes qui ont eu lieu au monastère de Žiča.

## Géographie
Kraljevo est située au centre de la Serbie, au confluent de l'Ibar et de la Morava, dans une vallée qui s'étend entre la Šumadija (Choumadie) et les massifs montagneux de Stari Vlah et de Kopaonik. La ville intra muros se trouve à une altitude moyenne de 206 m. Kraljevo est située à proximité des monts Goč (1 124 m), Stolovi (1 375 m), Troglav (1 177 m), Čemerno (1 579 m) et Radočelo (1 643 m). À basse altitude, on y trouve des forêts de hêtres, de sapins, de tilleuls, de frênes et, dans les hauteurs, toutes sortes de conifères.
La section de la ville de Kraljevo qui est traversée par la Zapadna Morava est couverte de forêts de feuillus dans ses parties hautes et, dans ses parties basses, elle abonde en vergers et en vignes ; les terres proches de la rivière sont propices à l'agriculture. Le principal affluent de la Zapadna Morava est la rivière Gruža. Le secteur traversé par l'Ibar se caractérise par des forêts de hêtres et des chutes d'eau ; la rivière elle-même, très poissonneuse, se caractérise par un cours sinueux, avec des gorges aux pentes abruptes. Dans la région de Kraljevo, l'Ibar reçoit sur sa droite les eaux de la Gvozdačka reka et de la Maglasica et, sur sa gauche, la Studenica, la Dubočica, la Pivnica et la Lopatnica. Toutes ces rivières de montagne forment des rapides et des cascades.

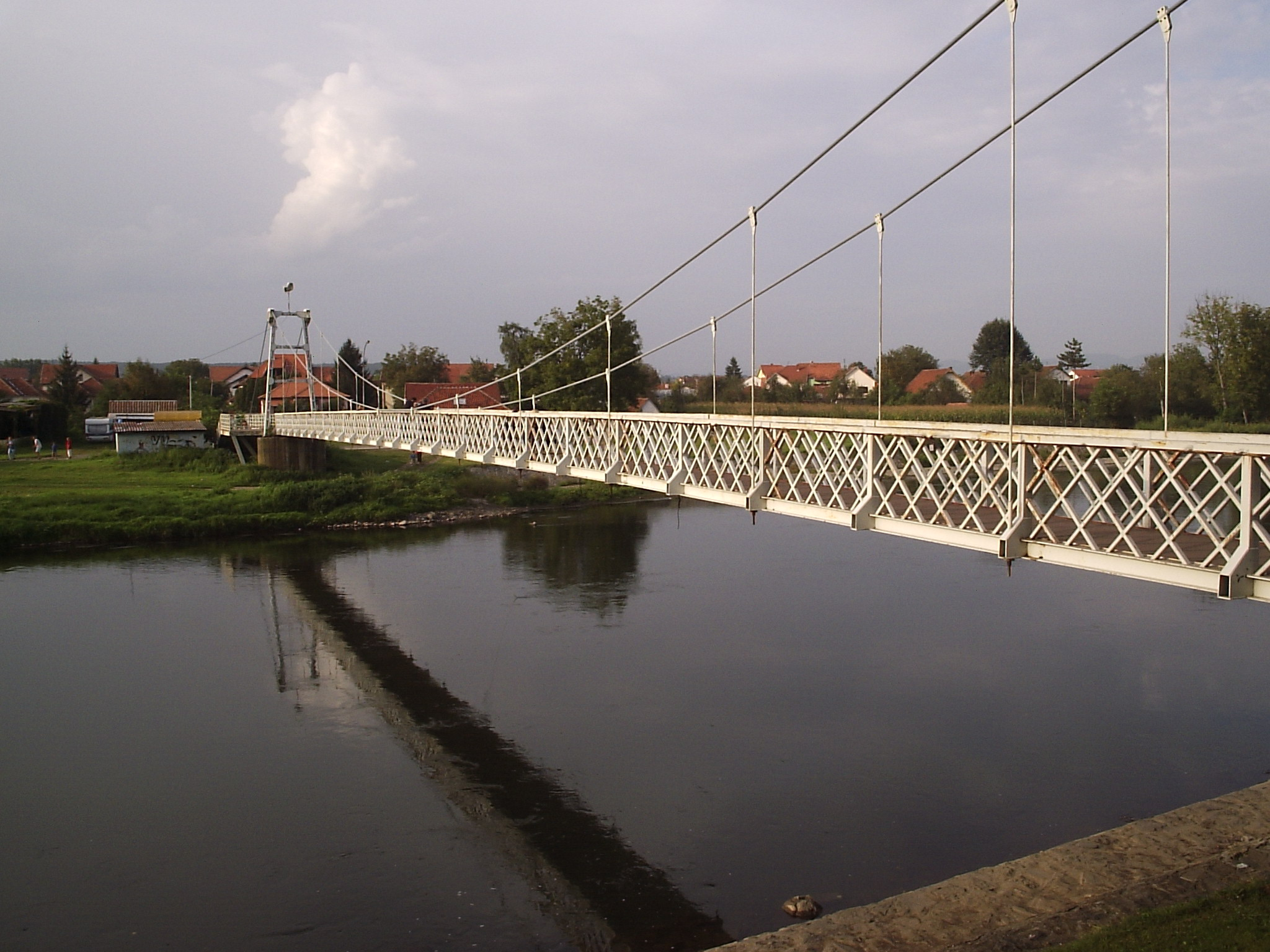
L'Ibar à Mataruška Banja

Le territoire de la Ville, qui couvre une superficie de 1 530 km2, est entouré par les municipalités de Čačak, Knić, Kragujevac et Rekovac au nord, Trstenik, Vrnjačka Banja et Aleksandrovac à l'est, Raška au sud, Ivanjica et Lučani à l'ouest,.

## Climat
La station météorologique de Kraljevo, située à 215 m d'altitude, enregistre des données depuis 1890 (coordonnées 43° 42′ N, 20° 42′ E). Globalement, Kraljevo jouit d'un climat continental modéré, avec des variations dues à l'altitude.
La température maximale jamais enregistrée à la station a été de 44,3 °C le 22 juillet 1939 et la température la plus basse a été de −27,1 °C le 17 février 1956. Le record de précipitations enregistré en une journée a été de 124,1 mm le 25 mai 1968. La couverture neigeuse la plus importante a été de 90 cm le 23 février 1954.
Pour la période de 1961 à 1990, les moyennes de température et de précipitations s'établissaient de la manière suivante :
| Mois                                       | Janv | Fév  | Mars | Avr  | Mai  | Juin | Juil | Août | Sept | Oct  | Nov  | Déc  | Année |
| ------------------------------------------ | ---- | ---- | ---- | ---- | ---- | ---- | ---- | ---- | ---- | ---- | ---- | ---- | ----- |
| Températures maximales moyennes (°C)       | 3,3  | 6,8  | 12,0 | 17,7 | 22,3 | 25,2 | 27,3 | 27,5 | 23,9 | 18,0 | 11,0 | 5,0  | 16,7  |
| Températures moyennes (°C)                 | -0,5 | 2,3  | 6,5  | 11,7 | 16,2 | 19,1 | 20,8 | 20,4 | 16,8 | 11,5 | 6,2  | 1,4  | 11,0  |
| Températures minimales moyennes (°C)       | -4,3 | -1,7 | 1,4  | 5,7  | 10,1 | 13,1 | 14,2 | 13,7 | 10,6 | 6,0  | 1,9  | -2,1 | 5,7   |
| Moyennes mensuelles de précipitations (mm) | 53,6 | 49,1 | 53,3 | 60,5 | 91,7 | 96,0 | 75,6 | 57,0 | 57,5 | 45,8 | 60,1 | 60,8 | 761   |

La Kochava, un vent violent venu du sud-est, souffle du début de l'automne au début du printemps ; le reste de l'année, les vents soufflent de l'ouest et du nord-ouest.

## Histoire
Les découvertes les plus anciennes réalisées dans la région de Kraljevo, à Divlje près de Ratina et à Lađarište près de Vrnjci, remontent au Néolithique. L'influence grecque a atteint la région au IVe siècle avant Jésus-Christ, ainsi qu'en attestent de l'or, des bijoux d'ambre et des céramiques trouvées dans les sites archéologiques des vallées de l'Ibar et de la Zapadna Morava. La vallée de l'Ibar fut également une voie de communication à l'époque romaine ; située à la frontière de la Dalmatie et de la Haute Mésie, la région possédait des mines et des ressources géothermiques exploitées par les Romains. De cette période datent quelques vestiges, notamment mis au jour à Čibukovac.

### Moyen Âge

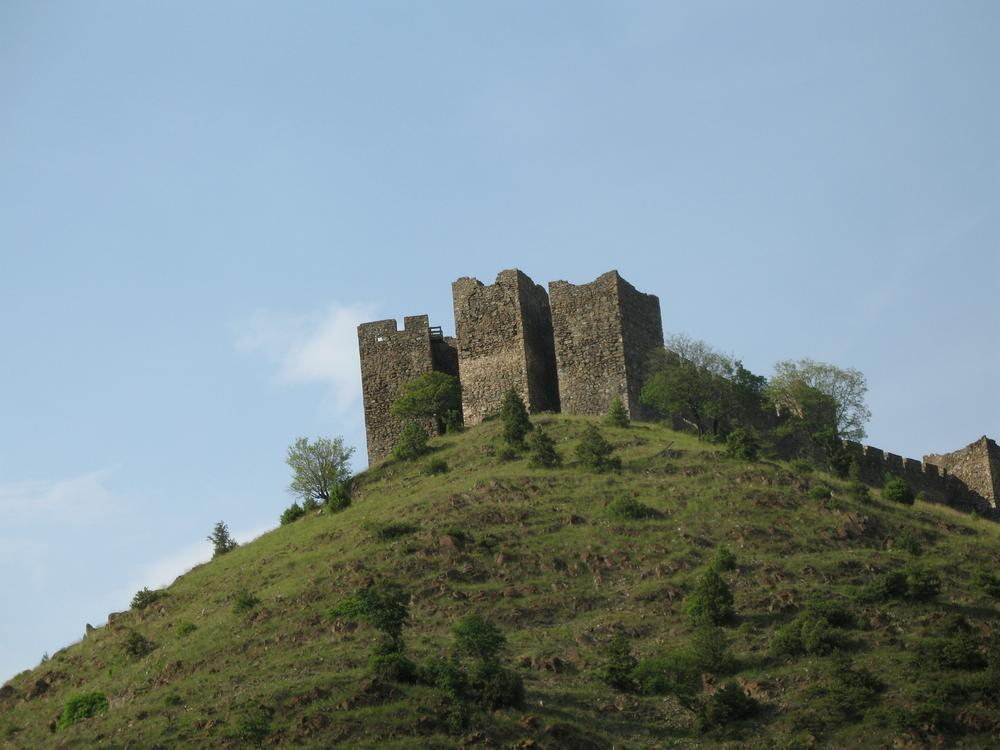
La forteresse de Maglič

La région fit partie de l'État médiéval serbe de Rascie à partir du XIe siècle. De cette époque datent le monastère de Studenica, fondé par Stefan Nemanja et construit de 1183 à 1196, ou encore celui de Žiča, fondé en 1208 par Stefan Ier Nemanjić, qui, en 1219, par la volonté de Saint Sava, devint le premier siège de l'archiépiscopat autocéphale de Serbie et qui fut le lieu de couronnement des rois serbes, ou encore ceux de Ljubostinja, de Gradac et de Stara Plavlica. L'ancienne forteresse de Maglič, située à 20 km de Kraljevo, date également de l'époque de Stefan Ier Nemanjić. Le village de Rudo Polje, qui a donné naissance à l'actuelle ville de Kraljevo, a été fondé dans la seconde moitié du XIVe siècle et il est mentionné pour la première fois en 1476.
La région passa sous domination ottomane après la chute du despotat de Serbie en 1458-1459.

### Période ottomane
Au cours de la domination turque, Rudo Polje fut connu sous le nom de Karanovac. La localité connut un important développement à partir de 1718, au moment de l'occupation du nord de la Serbie par les Archiduchés Autrichiens. Après le traité de Passarowitz, la frontière entre l'Autriche et l'Empire ottoman fut établie le long de la Zapadna Morava et Karanovac bénéficia de cette situation frontalière, accueillant de nombreux Turcs venus notamment de Čačak et de Kragujevac et qui fuyaient la présence autrichienne. La ville disposait d'un important caravansérail qui fut brûlé pendant la guerre austro-russo-turque de 1735-1739. Malgré cela, Karanovac vit son agriculture et son artisanat se développer et, dans les années 1740, elle était devenue une des localités ottomanes les plus importantes de cette partie de la Serbie.

### XIXesiècle
En 1805, lors du premier soulèvement serbe contre les Ottomans, les insurgés s'emparèrent de la ville qui fut brûlée. Sur les ruines de la vieille ville turque se développa un nouveau Karanovac serbe, qui devint une place commerciale et d'échanges, ainsi qu'un important centre administratif. Des bases militaires y furent établies. Des commerçants et des artisans serbes commencèrent à remplacer les commerçants et artisans musulmans. En 1838, la ville devint le siège d'une municipalité du même nom, située dans le district de Čačak et, en 1853, la cour du district vint s'y installer. En 1854, elle devint le siège de l'éparchie de Žiča (en serbe cyrillique : Епархија жичка), où il se trouve encore aujourd'hui. L'artisanat prit son essor, notamment en raison de nouveaux statuts adoptés en Serbie en 1847. Une école d'agriculture moderne y ouvrit ses portes en 1882. Par un décret du 19 avril 1882, le roi Milan Ier Obrenović changea officiellement son nom en celui de Kraljevo.

### XXesiècleetXXIesiècle
Le 17 octobre 1941, 1736 hommes et 19 femmes sont massacrés par les troupes de la 717e division du major général allemand Hoffmann en guise de représailles ((en) massacre de Kraljevo massacre).
Le 3 novembre 2010, un tremblement de terre de magnitude 5,3 frappa la ville, faisant seulement 2 victimes, mais provoquant des dégâts matériels importants ; le séisme a été ressenti dans toute la Serbie, conduisant Belgrade à décréter l'état d'urgence et poussant même les médias à organiser diverses actions d'aide en faveur des victimes.

## Localités de laVillede Kraljevo (ex-municipalité)

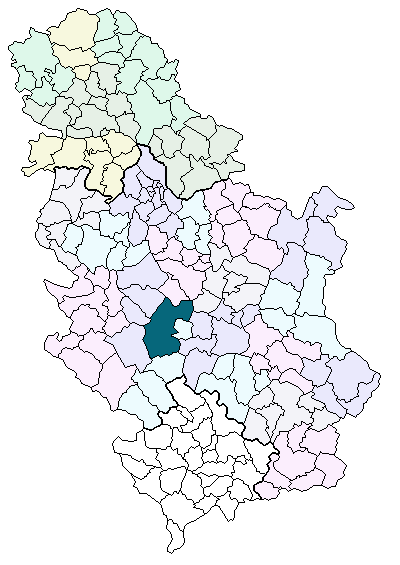
Localisation de la municipalité de Kraljevo en Serbie

La municipalité de Kraljevo, aujourd'hui appelée Ville de Kraljevo, compte 92 localités :
| - Adrani - Bapsko Polje - Bare - Bzovik - Bogutovac - Bojanići - Borovo - Brezna - Brezova - Bresnik - Bukovica - Vitanovac - Vitkovac - Vrba - Vrdila | - Vrh - Gledić - Godačica - Gokčanica - Grdica - Dedevci - Dolac - Dragosinjci - Dražiniće - Drakčići - Drlupa - Đakovo - Žiča - Zaklopača - Zakuta | - Zamčanje - Zasad - Jarčujak - Kamenica - Kamenjani - Kovanluk - Kovači - Konarevo - Kraljevo - Lađevci - Lazac - Leševo - Lozno - Lopatnica - Maglič | - Mataruge - Mataruška Banja - Međurečje - Meljanica - Metikoš - Milavčići - Milakovac - Miliće - Miločaj - Mlanča - Mrsać - Musina Reka - Obrva - Oplanići - Orlja Glava | - Pekčanica - Petropolje - Pečenog - Plana - Polumir - Popovići - Predole - Progorelica - Ravanica - Ratina - Reka - Ribnica - Roćevići - Rudno - Rudnjak | - Savovo - Samaila - Sibnica - Sirča - Stanča - Stubal - Tavnik - Tadenje - Tepeče - Tolišnica - Trgovište - Ušće - Cvetke - Cerje - Čibukovac | - Čukojevac - Šumarice |

En application de la loi sur l'organisation territoriale de la république de Serbie, votée le 28 décembre 2007, Kraljevo a obtenu le statut officiel de « ville » ou « cité » (en serbe, au singulier : Град et Grad ; au pluriel : Градови et Gradovi). Mataruška Banja et Ribnica sont officiellement classées parmi les « localités urbaines » (en serbe : градско насеље et gradsko naselje). Toutes les autres localités de la municipalité sont considérées comme des « villages » (село/selo).

## Démographie

### Kraljevointra muros

#### Évolution historique de la population dans la ville
| 1948   | 1953   | 1961   | 1971   | 1981   | 1991   | 2002   | 2011   |
| ------ | ------ | ------ | ------ | ------ | ------ | ------ | ------ |
| 11 200 | 15 152 | 20 490 | 27 839 | 52 485 | 57 926 | 57 411 | 63 030 |

### Villede Kraljevo (ex-municipalité)

#### Répartition de la population par nationalités (2002)
Toutes les localités de la Ville de Kraljevo sont peuplées par une majorité de Serbes.

## Religion
Sur le plan religieux, la Ville de Kraljevo est essentiellement peuplée de Serbes orthodoxes. Kraljevo et sa région relèvent de l'éparchie de Žiča (en serbe cyrillique : Епархија жичка), qui a son siège au monastère de Žiča, situé à proximité de la cité.

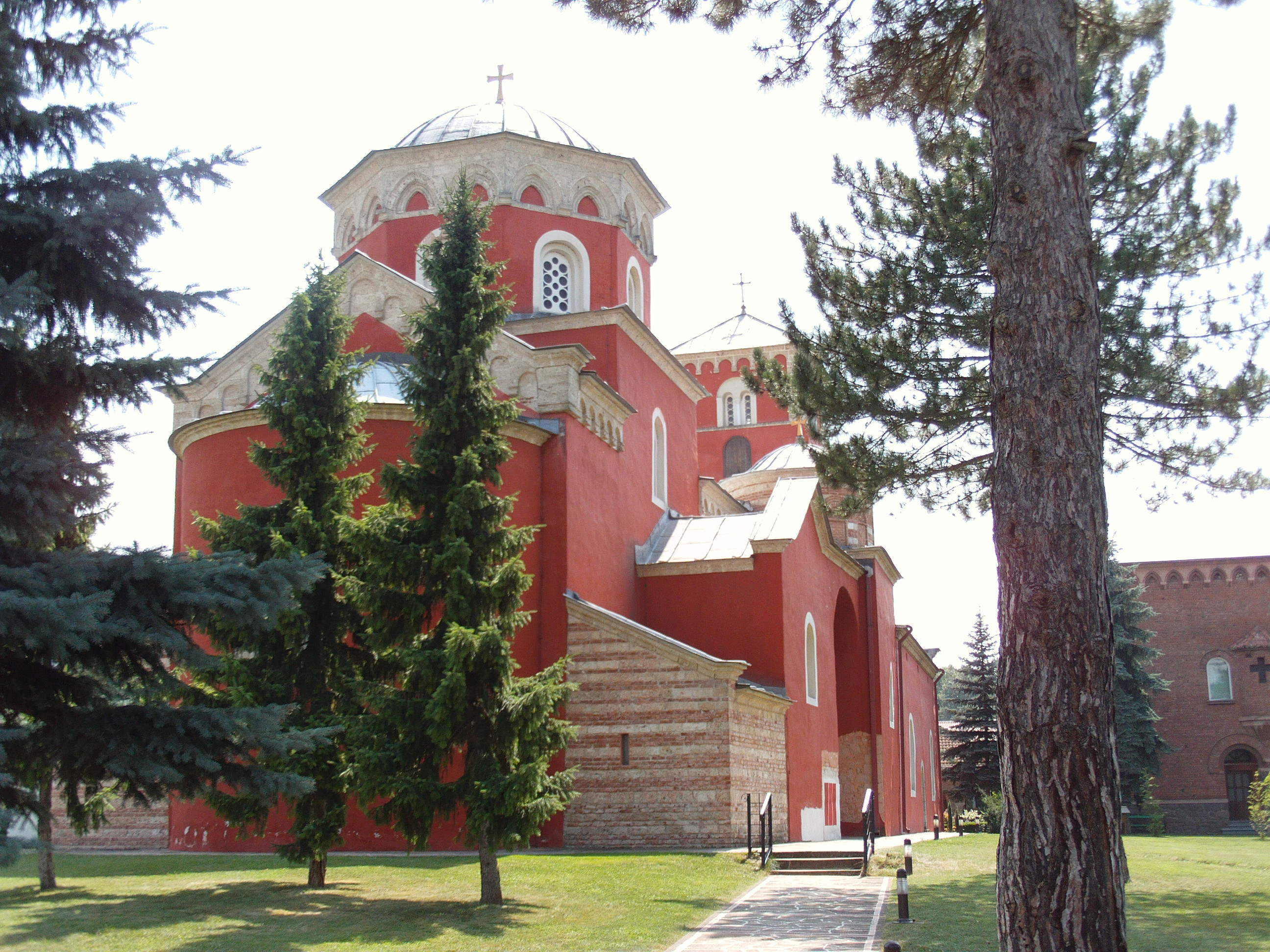
Le monastère de Žiča, siège de l'éparchie de Žiča

## Politique
En tant que Ville (en serbe : Град et Grad), Kraljevo est dotée d'un maire (gradonačelnik) élu pour quatre ans, qui exerce des fonctions représentatives et exécutives, ainsi que d’un gouvernement ou conseil municipal (en serbe : gradsko veće). Une assemblée municipale (skupština grada), composée de 70 membres, est élue pour quatre ans en même temps que le maire ; elle représente le pouvoir législatif de la Ville.
À la suite des élections locales serbes de 2008, les 70 sièges de l'assemblée municipale de Kraljevo se répartissaient de la manière suivante, :
| Parti                                                           | Sièges |
| --------------------------------------------------------------- | ------ |
| Pour une Serbie européenne                                      | 26     |
| Parti radical serbe                                             | 18     |
| Parti démocratique de Serbie - Nouvelle Serbie                  | 16     |
| « Mouvement pour Kraljevo »                                     | 6      |
| Parti socialiste de Serbie - Parti des retraités unis de Serbie | 4      |

Ljubiša Simović, membre du Parti démocratique du président Boris Tadić, a été élu maire (gradonačelnik) de la Ville de Kraljevo. Il a succédé à Miloš Babić, membre du Mouvement serbe du renouveau, qui était officiellement président de la municipalité de Kraljevo. Le maire adjoint de la Ville est Vukman Rakočević, membre du parti G17 Plus de Mlađan Dinkić. Milomir Šljivić, membre du Mouvement serbe du renouveau de Vuk Drašković, a été élu président de l'assemblée municipale. Toutes ces personnalités et leurs différents partis figuraient sur la liste de la coalition Pour une Serbie européenne soutenue par Tadić.

## Culture

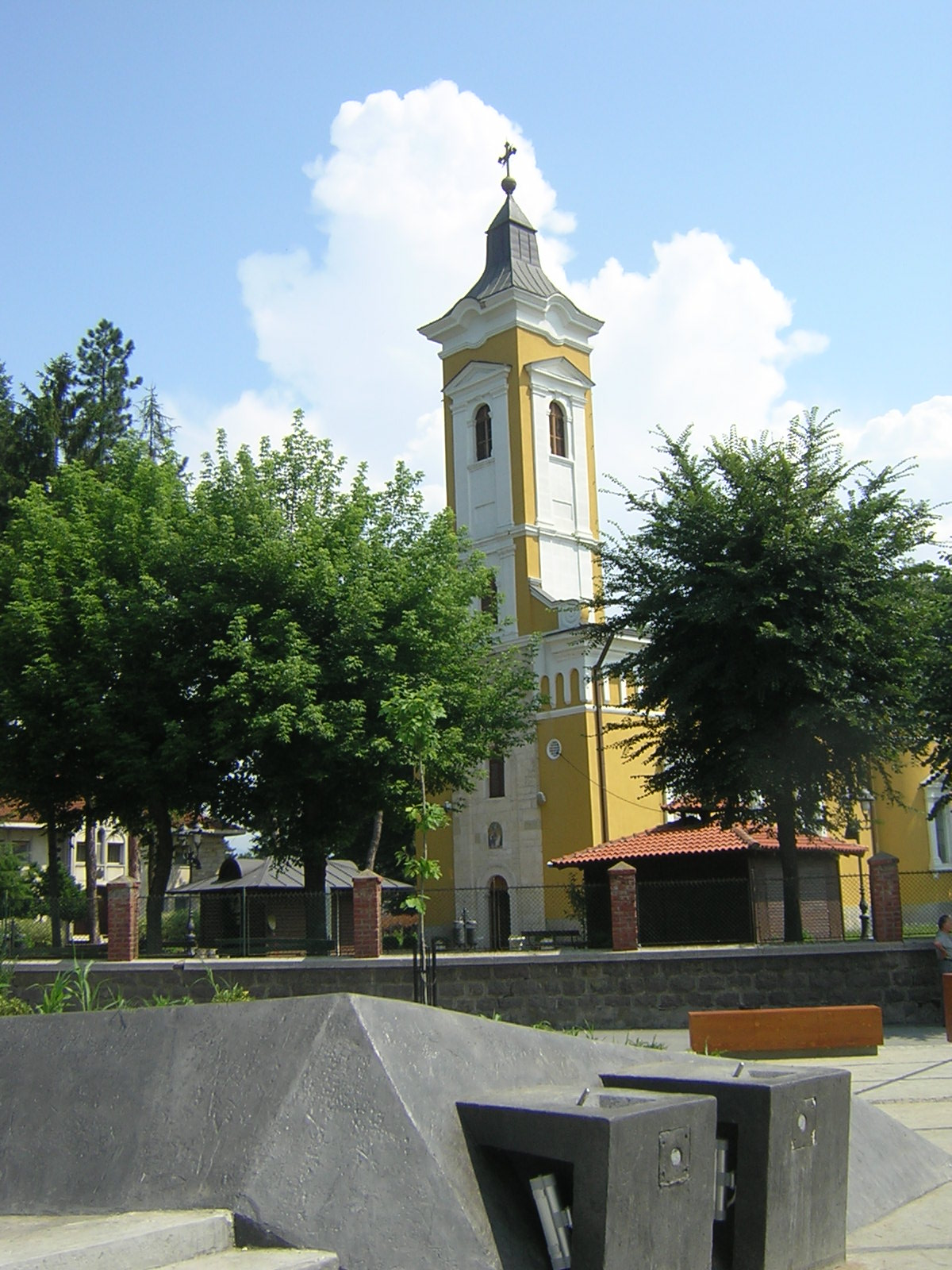
L'église de la Sainte-Trinité

Le Musée national de Kraljevo (en serbe : Narodni muzej Kraljevo) a ouvert ses portes en 1950 ; il est divisé en cinq départements : archéologie, numismatique, ethnologie, histoire et histoire de l'art. La Bibliothèque nationale Stefan Prvovenčani (Narodna biblioteka Stefan Prvovenčani Kraljevo) a été créée en 1945 ; elle abrite un fonds d'environ 200 000 ouvrages, 176 revues et 26 journaux. La création du Théâtre national de Kraljevo remonte à 1949 ; avec de nouveaux statuts, il est devenu le Théâtre de Kraljevo (Kraljevačko pozorište) en 1996 ; il dispose d'une salle pouvant accueillir 226 spectateurs. La Galerie ULU Vladislav Maržik (Udruženje likovnih umetnika Vladislav Maržik), qui repose sur l'Association des artistes de Kraljevo, organise des expositions d'arts visuels. Parmi les autres institutions culturelles de la ville, on peut citer le Chœur de l'archidiacre Stefan, créé en 2001 dans l'église de la Sainte-Trinité, ce qui lui vaut aussi le nom de Chœur de la Sainte-Trinité. Le Centre multimédia MR KVart (Multimedijalni centar MR KVart) a été créé en 2002 ; il abrite notamment une salle de cinéma de 248 places et un café-galerie,.
Le Centre culturel de Ribnica (en serbe cyrillique : Културни центар Рибница ; en serbe latin : Kulturni centar Ribnica) remonte à 1948 ; il organise des manifestations dans les domaines du théâtre, du folklore, de la musique mais aussi du sport et, notamment, la pêche sportive.
De nombreuses manifestations culturelles sont organisées dans la ville ou à proximité, comme les Jours du lilas (Dani jorgovana), préparés par l'Association d'amitié franco-serbe Hélène d'Anjou, avec des spectacles historiques et des rencontres écologiques ; cet événement se déroule début mai pendant une semaine. On peut encore citer l'Exposition d'art folklorique des enfants en Serbie de Ratina (Smotra narodnog stvaralaštva dece Srbije), qui présente des spectacles de théâtre, des rencontres poétiques et musicales, ainsi qu'une exposition consacrée aux œuvres d'art des enfants ou encore l'Été spirituel des académies musicales de la jeunesse de Serbie (Letnja duhovna akademija muzičke omladine Srbije Studenica), qui a lieu au monastère de Studenica en mai qui est centré autour du chant choral liturgique et la Colonie d'art de Studenica (Likovna kolonija Studenica). L'Assemblée spirituelle Transfiguration de Žiča (Žički duhovni sabor Preobraženje) ; des conférences littéraires et scientifiques, des expositions d'art et des concerts y sont proposés pendant l'été dans le cadre de la Bibliothèque nationale Stefan Prvovenčani ; la cérémonie de clôture de cette manifestation a lieu dans le réfectoire du monastère de Žiča et l'on y attribue le prix de poésie Žička hrisovulja qui récompense une œuvre alliant créativité et spiritualité ; en 2010, cette récompense est revenue au poète Petar Pajić.

## Sport
Parmi les clubs de sport les plus importants de la ville figurent les clubs de basket-ball du KK Sloga, créé en 1949, et du KK Mašinac ; ces deux clubs participent au Championnat de Serbie de basket-ball. Le volley-ball est représenté par l'OK Ribnica, dont l'origine remonte à 1954, ainsi que les clubs de football, le FK Sloga, créé en 1919, et le FK Metalac Kraljevo, créé en 1947,. Kraljevo possède un club de rafting et de canoë-kayak, le Kajak klub Ibar, un club de motocyclisme, le Moto klub Kings Kraljevo, ou encore un club d'auto-moto, l'Auto-moto društvo Kraljevo.
Les installations sportives de la ville sont gérées par le Sporsti centar Ibar Kraljevo, un établissement public créé par l'ex-municipalité de Kraljevo. La Salle des sports (en serbe : Sportska Hala) peut accueillir 1 500 spectateurs ; elle est la salle privilégiée des clubs de basket-ball KK Sloga et KK Mašinac, ainsi que du club de volley-ball OK Ribnica. Kraljevo possède aussi une piscine municipale capable d'accueillir 1 000 spectateurs ; des projecteurs y permettent l'organisation de compétitions de nuit ; elle sert notamment aux compétitions de water-polo. Le Stade d'athlétisme (Atleski station) sert aussi de stade de football ; il possède aussi une piste de bowling et une salle de boxe ; le stade proprement dit peut accueillir environ 1 000 spectateurs.
Plusieurs manifestations sportives sont organisées sur le territoire de la Ville de Kraljevo. La course de kayak du Veseli spust se déroule depuis 1990 et, depuis, a pris une ampleur internationale ; le trajet commence au pied de la forteresse médiévale de Maglič et suit le cours de l'Ibar jusqu'à Mataruška Banja et Kraljevo ; la manifestation est organisée notamment par le Kajak klub Ibar. Le club d'auto-moto de la ville organise chaque année une compétition sur le circuit de Beranovac.

## Éducation
Kraljevo possède 11 établissements d'enseignement pré-scolaire (en serbe : Predškolske ustanove), gérés par l'association Olga Jovičić Rita, dont 9 dans la ville intra muros, 1 à Mataruška Banja et 1 autre à Ušće.
Kraljevo et sa région comptent également 21 écoles primaires (osnovne škole), dont 6 dans la ville intra muros : l'école IV kraljevački bataljon (« 4e bataillon de Kraljevo », qui accueille un peu plus de 1 000 élèves, l'école Svetozar Marković, l'école Čibukovački partizani, l'école Jovo Kursula, l'école Dimitrije Tucović ; il existe également des établissements plus spécialisés, comme l'école d'agriculture Braća Vilotijević. Sur le territoire de la Ville se trouvent 15 autres écoles élémentaires, réparties dans les localités, comme l'école Sveti Sava et l'école Vuk Karadžić à Ribnica, l'école Đura Jakšić à Konarevo, avec des annexes à Bogutovac, Mataruge, Lopatnica, Propljenica et Tolišnica, l'école Dragan Marinković à Adrani, l'école Milun Ivanović à Ušće, avec des antennes à Tepeče, Lozno, Borovo, Predole, Popova Reca et Polumir, l'école Olga Milutinović à  Godačica, qui gère trois annexes, à Gledić, Ravanica et Leševo. L'école Dositej Obradović de Vrba, une localité située à 10 km de Kraljevo sur la route de Vrnjačka Banja, est considérée comme l'une des plus anciennes de Serbie ; elle accueille aujourd'hui environ 500 élèves et gère aussi des classes dans les villages de Ratina et Dragosinjci. Les autres établissements d'études élémentaires sont l'école Jovan Cvijić de Sirča, l'école Petar Nikolić de Samaila, avec des annexes à Bukovica, Mrsać et Lasce, l'école Branko Radičević de Vitkovac, avec des annexes à Pečenog, Donji Milakovac et Zakuta, l'école Jovan Dučić de Roćevići, avec ses antennes de Vrdila et Dedevci, l'école de Vitanovac, dont dépendent les classes à élémentaires de Šumarice, Milavčići, Čukojevac et Stubal, l'école Stefan Nemanja de Studenica, dont dépendent des classes à Mlanča, Bzovik, Rudno et Reka, l'école Dragan Đoković-Uča de Lađevci, avec ses classes à Gornji Lađevci, Miločaj, Obrva, Cvetke et Tavnik, ainsi que l'école Živan Maričić de Žiča.
Parmi les neuf établissement d'études secondaires de Kraljevo (en serbe : srednje škole), tous situés dans la ville intra muros, le Lycée de Kraljevo est l'un des plus anciens, puisqu'il a été créé en 1909 ; il accueille environ 830 élèves. Les autres établissements sont plus spécialisés, comme l'école d'économie et de commerce (Ekonomsko-trgovinska škola), créée en 1955, l'école électro-technique des transports (Elektro-saobraćajna tehnička škola), dont l'origine remonte à 1970, ou encore l'école de génie mécanique 14 octobre (Mašinsko-tehnička škola 14 oktobar), dont l'origine remonte à 1934. La ville abrite encore une école secondaire de médecine (Medicinska škola) qui fut d'abord une antenne de l'école de médecine d'Užice et qui, depuis 1990, fonctionne comme une entité indépendante ; on y forme des infirmiers et des infirmières. L'École forestière de Kraljevo (Šumarska škola) s'inscrit dans une tradition de l'exploitation des forêts et de l'industrie du bois, qui, dans la région, remonte au milieu du XIXe siècle ; sa fondation remonte à 1899 ; l'école forme des techniciens forestiers, des techniciens de la chasse et de la pêche, des architectes paysagistes, des techniciens de l'industrie du bois et des spécialistes en géodésie et en génie civil. L'école de musique Stevan Mokranjac (Muzička škola Stevan Mokranjac) a été ouverte en 1955 et elle accueille des jeunes gens de 8 à 16 ans. Plus récente, l'école d'art de Kraljevo (Umetnička škola u Kraljevu), créée en 2004, forme notamment des techniciens spécialisés dans l'architecture d'intérieur, le design indusustriel, dans la conservation et la restauration du patrimoine.

## Économie
Les terres agricoles de la Ville de Kraljevo couvrent une superficie de 71 831 ha, dont 61 % sont occupées par des prairies ou des pâturages et 29,5 % sont consacrées à la culture, notamment celle du maïs et des plantes fourragères.
Mais les activités principales de la région restent le commerce et l'industrie. En 2004, les entreprises liées au commerce représentaient 45 % du total des entreprises et les industries de transformation 23 %. Dans le domaine industriel, parmi les entreprises les plus importantes de Kraljevo, on peut citer Fabrika vagona, créée en 1936, qui fabrique des wagons et citernes pour le transports des liquides et des gaz ; l'entreprise est aujourd'hui en restructuration. Ekonom et Gibnjara travaillent dans le domaine de la métallurgie ; Amiga, créée en 1990, fabrique des pièces diverses destinées au secteur de la construction ; Radijator, créée en 1991 fabrique des chaudières et des systèmes de chauffage et Tehnograd inžinjering a été créée en 1992. Dans les domaines de la construction et du bâtiment, on peut citer Deming, qui fabrique et pose des lignes de chemin de fer, YU Keops, Valve Profil, créée en 1995, qui produit des structures en aluminium et en PVC, et Kodeks, qui fabrique et transporte du béton.
Grâce aux nombreuses forêts alentour, la ville est également un grand centre de l'industrie du bois.

## Tourisme

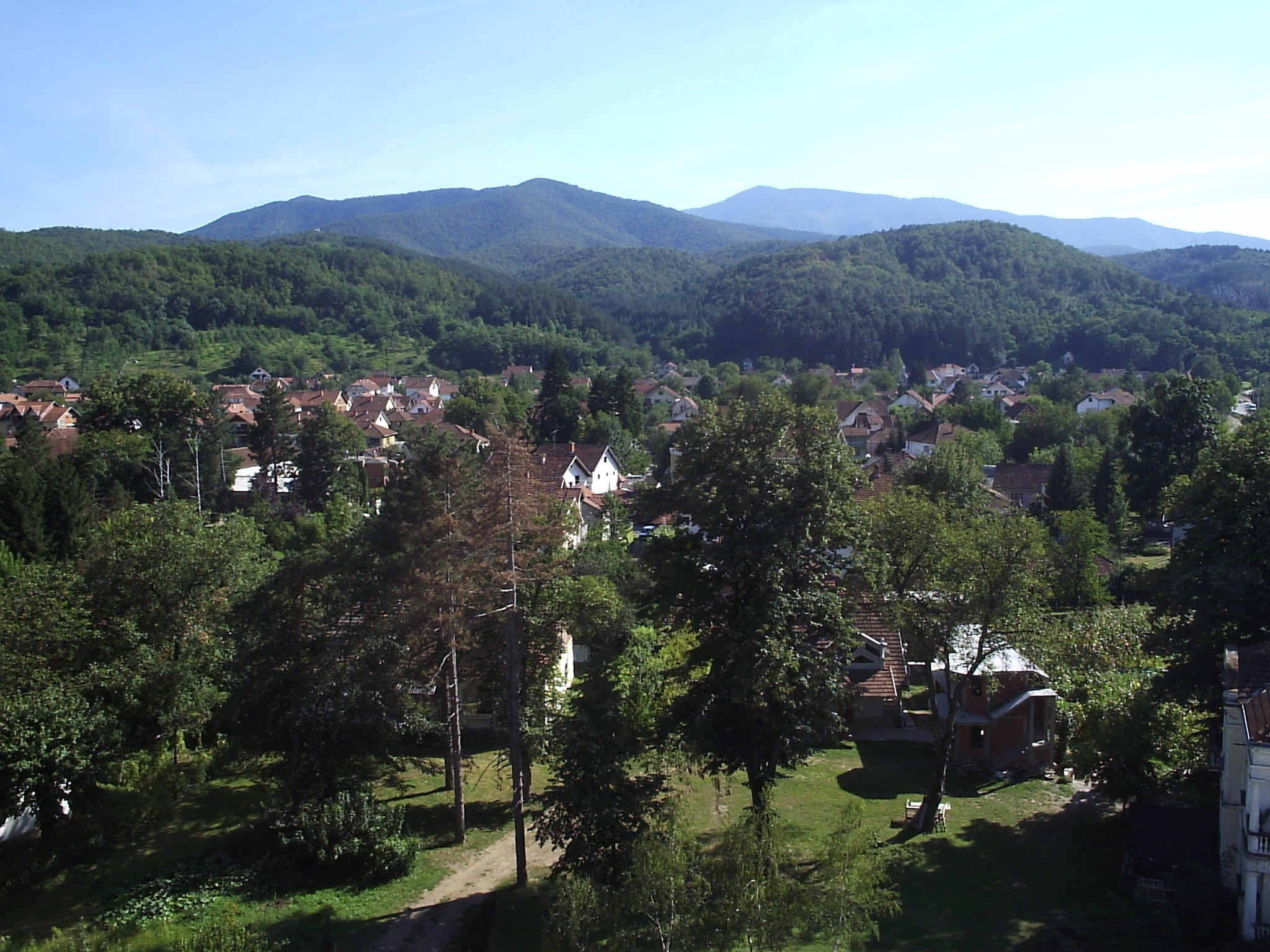
Vue générale de la station thermale de Mataruška Banja

Kraljevo et certains villages environnants offrent des possibilités de logement, à l'hôtel ou chez l'habitant ; certaines localités sont adaptées pour le tourisme rural. Les montagnes de la région, les monts Goč, Stolovi, Radočelo, Troglav et Čemerno, offrent des ressources touristiques, notamment le Goč qui abrite un complexe hôtelier, des équipements sportifs pour le tennis, le football, le handball et le basket-ball, ainsi que des pistes pour le ski alpin et le ski de fond,,. Ces montagnes, couvertes de forêts, sont giboyeuses ; la chasse y est encadrée par la Société de chasse de Kraljevo (en serbe : Lovačko udruženje Kraljevo), qui gère environ 112 000 ha ; on peut y trouver des sangliers, des chevreuils, des lapins, des faisans, des canards sauvages, des oies, des pigeons sauvages, des grives, des tourterelles des bois et des cailles. Les rivières de la région abondent en poissons, notamment la carpe et le brochet dans l'Ibar et la Zapadna Morava, la truite, le chevesne et le goujon dans la Lopatnica ou la Gvozdačka ; les activités de pêche sont organisées par l'association O.O.S.R. Hristifor Perišić Kićo Kraljevo. Le club de kayak Ibar, basé à Kraljevo, organise des manifestations sportives appelées Veseli spust.

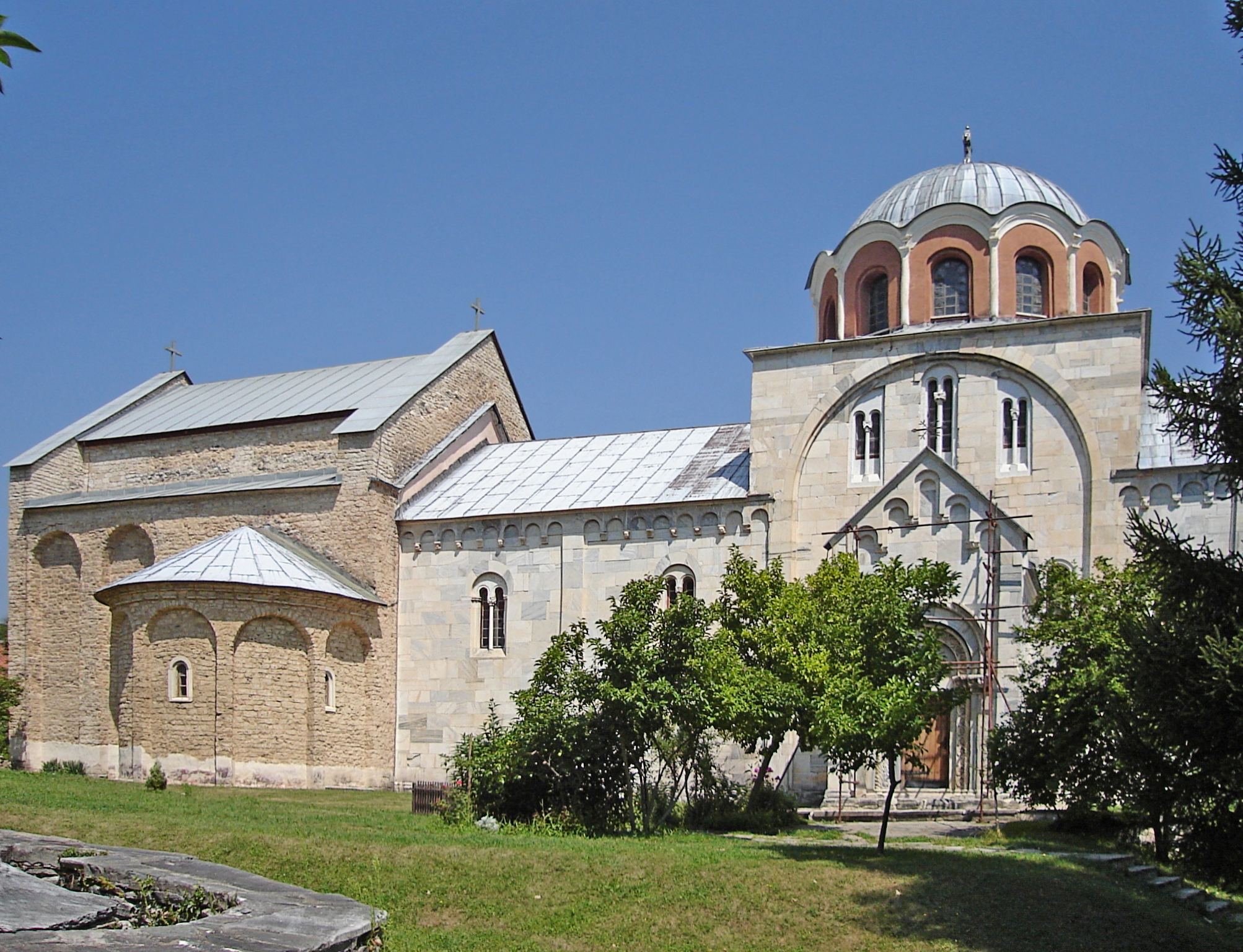
L'église du monastère de Studenica

Le territoire de la Ville est aussi une zone de thermalisme, avec les stations de Mataruška Banja et de Bogutovačka Banja. Mataruška Banja, située sur le pentes du mont Stolovi, possède des eaux minérales qui jaillissent à une température comprise entre 42 et 51 °C, avec une teneur en soufre de 25 mg par litre ; on y soigne notamment les rhumatismes chroniques ou dégénératifs, certaines maladies gynécologiques et certaines maladies de la peau. Bogutovačka Banja se trouve à 23 km au sud-ouest de Kraljevo, sur le mont Troglav ; ses eaux, qui jaillissent entre 24 et 27 °C, soignent certaines maladies fonctionnelles du système nerveux, comme les névralgies et les myalgies causées par les rhumatismes, les insomnies et les maux de tête.
La ville de kraljevo intra muros abrite quelques monuments ou ensembles classés sur la liste des monuments culturels de Serbie, comme le Parc mémorial, créé entre 1941 et 1971. On peut citer d'autres édifices plus anciens, comme le konak de Gospodar Vasin, construit en 1830 dans un style typiquement balkanique ou le bâtiment de l'école élémentaire du 4e bataillon de Kraljevo, construite au milieu du XIXe siècle dans un style néoclassique.
Le territoire de la Ville abrite d'importants monuments historiques, comme le monastère de Studenica, construit à la fin du XIIe siècle, inscrit sur la liste du patrimoine mondial de l'UNESCO en 1986,. On peut encore y visiter le monastère de Žiča, construit au XIIIe siècle, qui est le siège de l'éparchie éponyme de Žiča ; le monastère de Gradac est lui aussi situé à proximité de la ville. De la période médiévale datent les ruines de la forteresse de Maglič, élevée au XIIIe siècle.
Parmi les nombreuses églises classées du secteur, on peut citer l'église Saint-Nicolas d'Ušće, l'église Saint-Nicolas de Reka, située dans le hameau de Palež, construite au XIVe siècle, l'église de la Sainte-Vierge à Vrh, l'église Saint-Sava de Gornja Isponica, construite au début du XIIIe siècle, et l'église Saint-Sava de Donja Isponica. L'église Saint-Aleksije de Milici date du XVIIe siècle, tout comme l'église Saint-Nicolas de Željeznica, aujourd'hui en ruine ou l'église Sainte-Catherine de Kosurići. L'église de la Sainte-Vierge de Dolac a été construite en 1442.
Pečenog conserve une maison classée qui remonte à la première moitié du XIXe siècle.

## Médias
La presse écrite est représentée par les hebdomadaires Ibarske novosti, les « Nouvelles de l'Ibar », et Kraljevčacke novosti (en serbe cyrillique : Краљевачке новости), « Les Nouvelles de l'Ibar ».
Parmi les autres médias les plus importants de la ville, on peut citer la station de radio et la chaîne de télévision locales RTV Kraljevo ; la radio a été créée en 1970 et l'ensemble a été privatisé en 2007. Bum Radio émet également depuis Kraljevo, tout comme Radio 996 FM, Radio M, Radio Zavičaj Plus, RTV Melos, ainsi que les chaînes de télévision KATV et Navigator, qui a commencé à diffuser en 2007.

## Transports
Kraljevo constitue un important nœud routier. La ville est située sur l'Ibarska magistrala, la « route de l'Ibar » qui la relie au nord à Gornji Milanovac, à Ljig puis à Belgrade et, au sud, à Raška et, au-delà, au Monténégro ou au Kosovo ; cette voie routière est ainsi nommée parce qu'elle longe en partie l'Ibar. La route européenne E761, qui vient de Bihać, en Croatie, et qui passe à Sarajevo traverse également Krlajevo ; elle mène jusqu'à Zaječar, dans l'est de la Serbie. Une route secondaire relie directement la ville à Kragujevac.
Le trafic ferroviaire est un facteur important du développement économique de la région. Kraljevo est ainsi située sur la ligne ferroviaire Belgrade-Bar (du nord au sud), ainsi que sur l'axe Požega-Stalać (d'ouest en est).
L'aéroport militaire de Kraljevo-Lađevci, situé à 15 km du centre-ville de Kraljevo, à 25 km de Čačak et à 35 km de Kragujevac, est destiné à devenir un aéroport mixte, civil et militaire[réf. nécessaire].

## Personnalités

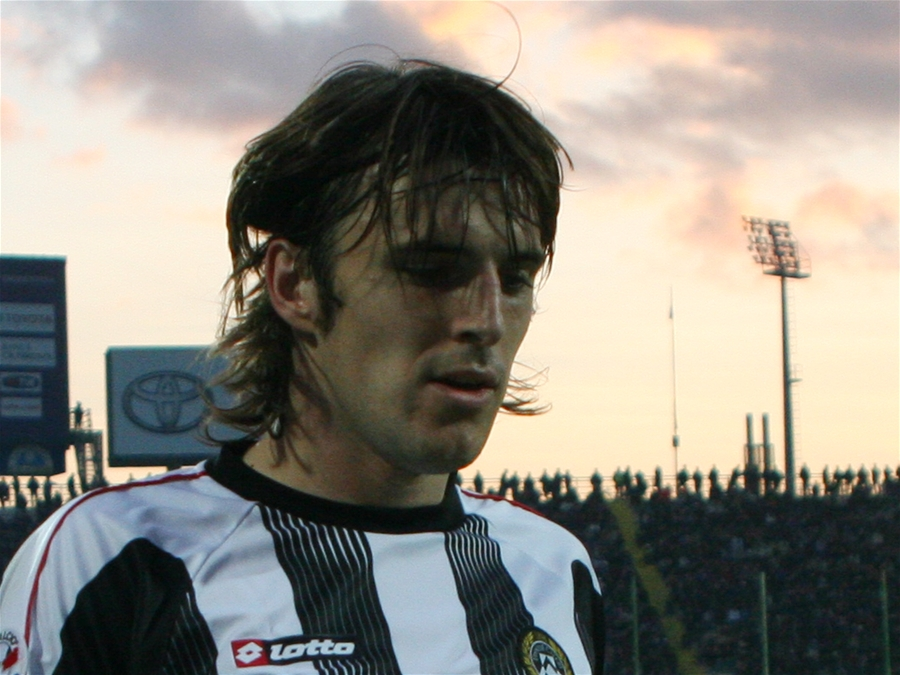
Aleksandar Luković

Kraljevo a vu naître le compositeur et musicologue Kosta Manojlović (1890–1949), ainsi que le joueur d'échecs Predrag Ostojić (1938–1996), le poète Živorad Nedeljković (né en 1959) et l'écrivain Goran Petrović (1961–2024) . Parmi les acteurs ou actrices associés au souvenir de la ville, on peut citer Marko Nikolić, né en 1946, qui a joué au théâtre aussi bien que pour le cinéma et la télévision ou encore Lidija Vukićević, née en 1962, qui, en 2004, est devenue un membre éminent du Parti radical serbe ; Nebojša Dugalić est né en 1970 et Aleksandar Srećković est né à Belgrade en 1973 mais a vécu à Kraljevo.
Le chanteur, compositeur et interprète Predrag Živković Tozovac est né dans la ville en 1941 et la chanteuse folk Lepa Lukić est née en 1940 à Miločaj ; on peut encore citer les chanteuses Vesna Zmijanac (née en 1957) et Snežana Đurišić, ainsi que le compositeur Miša Mijatović. Le journaliste Petar Luković, critique de la scène rock de l'ex-Yougoslavie est né à Kraljevo en 1951. De fait, Kraljevo a vu naître ou passer de nombreux musiciens de la scène rock, comme Laza Ristovski, né en 1956 à Novi Pazar et qui, par la suite, a effectué ses études secondaires et commencé sa carrière à Kraljevo, les frères Dragi et Žika Jelić et Slobodan Stojanović Kepa.
De nombreux sportifs sont également associés à la ville, comme les footballeurs Dragan Mladenović (né en 1976), Milan Dudić (né en 1979), Nenad Kovačević (né en 1980), Aleksandar Luković (né en 1982), Aleksandar Trišović (né en 1983), Dejan Lekić (né en 1985) et Vladimir Bogdanović (né en 1986) ou les joueurs de basket-ball Ljubodrag Simonović, né en 1949 à Kraljevo, Vlade Divac, né en 1968, qui a commencé sa carrière à Kraljevo, Nenad Krstić, né en 1983 à Kraljevo, et Slobodan Ocokoljić qui y est né en 1980. Dans le domaine du volley-ball, on peut citer quelques joueurs nés à Kraljevo comme Dejan Brđović (né en 1966), Nikola Kovačević (né en 1983) et Vlado Petković (né en 1983).

## Coopération internationale
Kraljevo a signé des accords de partenariat avec les villes suivantes :
- Sainte-Foy-lès-Lyon (France) ;
- Sendenhorst (Allemagne) ;
- Ahlen (Allemagne) ;
- Lod (Israël)[105] ;
- Zielona Góra (Pologne) ;
- Maribor (Slovénie) ;
- Larissa (Grèce)[105] ;
- Mysłowice (Pologne)[105].